# Rasmus Tholstrup
Die Rasmus Tholstrup war das weltweit erste Schiff, das als Gastanker geplant und neu erbaut wurde.

## Geschichte
Nach dem Ende des Zweiten Weltkrieges begann man dem steigenden Transportbedarf an Flüssiggas mit dem Umbau bestehender Schiffe zu Gastankern zu begegnen. Das erste Schiff dieser Art, die Natalie O. Warren nahm 1947 den Liniendienst zwischen Houston und New York auf.
Nach den Erfahrungen mit dem umgebauten Gastanker Kosangas plante der Schiffbauingenieur Martin A. Nielsen in Zusammenarbeit mit dem konzerneigenen Ingenieurbüro von Kosangas den ersten Komplettneubau eines ausschließlich zum Gastransport bestimmten Schiffsneubau. Schon 1953 orderte das dänische Unternehmen den 3,5 Millionen Dänische Kronen teuren Gastanker bei der schwedischen Marstrands-Werft. Das Schiff war für nordeuropäische Gastransporte zwischen Deutschland, den Niederlanden, Schweden und Dänemark geplant wurde jedoch vorwiegend zur Gasversorgung Guernseys eingesetzt. Neben den Gastanks verfügte das Schiff auch über einen kleinen Trockenfrachtraum im Vorschiffsbereich. Später verlängerte man das Schiff und stattete es mit größeren Tanks aus, wodurch es rund 1000 Kubikmeter Gas befördern konnte. Aus den alten von der Ruhrstahl AG hergestellten Tanks baute man eine Füllstation auf Guernsey, die heute noch in Betrieb ist. 1979 wurde das Schiff an eine thailändische Reederei veräußert. 1986 erfolgte ein weiterer Verkauf. Beide Reedereien setzten das Schiff bis in die 1990er Jahre zur Versorgung eines Terminals am Chao-Phraya-Fluss ein. 1993 wurde das Schiff in Thailand verschrottet.